# Марк (станція)
Марк (рос. Марк) — залізнична станція Савеловського напрямку та маршруту МЦД-1 Московської залізниці у Москві. Входить до складу Московсько-Смоленського центру організації роботи залізничних станцій ДЦС-3 Московської дирекції управління рухом. За основним характером роботи є вантажною, за обсягом роботи віднесена до третього класу.

### Історія
Станція відкрита в 1901 році разом з головним ходом Савеловського напрямку, спочатку як пасажирська платформа. Названа на честь німецького промисловця, магната і мецената Марка Гуго, який брав участь в будівництві залізниці, а родина якого неподалік від станції володіла маєтком Архангельське.

### Рух поїздів
Пасажирське сполучення здійснюється приміськими електропоїздами моторвагонного депо «Лобня». Є пряме сполучення на Смоленський (Білоруський) напрямок.
Найдальші пункти безпересадкового сполучення (грудень 2010 року):
- У північному напрямку:
  - У напрямку з «Марка»: Савелово, Дубна, Желтиково (субота, неділя).
  - У напрямку в «Марк»: Савелово, Дубна.
- У південному напрямку:
  - У напрямку з «Марка»: Можайськ, Звенигород, Усово.
  - У напрямку в «Марк»: Можайськ, Звенигород, Усово.

### Колії та платформи
На станції дві пасажирські платформи берегового типу, сполучені між собою тільки настилом через колії і зміщені одна відносно другої. Обидві платформи обладнані типовими навісами. Каса розташована на платформі «від Москви».
З наявних п'яти колій пасажирськими електропоїздами використовуються дві основні. Третя до жовтня 2015 р використовували для стоянки звичайних електричок під час пропуску ними швидкісних поїздів, що прямують до Москви з Лобні, Дмитрова і Дубни, а також «Аероекспрес» з аеропорту «Шереметьєво». Більшість електричок на станції не зупиняється.
У 2011—2012 роках колії станції перебудовані і подовжені через запуск «Аероекспресів» до аеропорту «Шереметьєво». Вхідні і вихідні стрілки з боку Москви перенесені ближче до платформи «Ліанозово» і винесені за межі шляхопроводу Дмитровського шосе. Ведеться реконструкція контактної мережі до стандартів КС160/КС200.
Від станції відходить довга під'їзна колія на МКК. Близько п'яти кілометрів вона прямує паралельно головному ходу залізниці, повз платформи «Новодачна» і «Долгопрудна».
На станції базується відбудовчий поїзд у відреставрованих приміщеннях. Поїзд складається з декількох залізничних платформ, вагонів обслуговуючого персоналу і двох кранів.

## Пересадки
- Автобус: 92, 136, 284, 352, 559, 563, 571, 644, 685, 763, 774, 836, 928, т78